# Hongkongse hockeyploeg (mannen)
De Hongkongse hockeyploeg voor mannen is de nationale ploeg die Hongkong vertegenwoordigt tijdens interlands in het hockey.
Het team kon zich drie maal kwalificeren voor een internationaal kampioenschap: Op de Olympische Spelen van 1964 in Tokio eindigden ze op een zevende plaats. Op de  Aziatische kampioenschappen hockey behaalden ze in 2003 hun beste resultaat met een zevende plaats.

## Erelijst Hongkongse hockeyploeg
| Jaar | Champions Trophy | Aziatisch kampioenschap | Olympische Spelen | Wereldkampioenschap | Hockey World League Hockey Pro League |
| ---- | ---------------- | ----------------------- | ----------------- | ------------------- | ------------------------------------- |
| 1908 |                  |                         | geen deelname     |                     |                                       |
| 1920 |                  |                         | geen deelname     |                     |                                       |
| 1928 |                  |                         | geen deelname     |                     |                                       |
| 1932 |                  |                         | geen deelname     |                     |                                       |
| 1936 |                  |                         | geen deelname     |                     |                                       |
| 1948 |                  |                         | geen deelname     |                     |                                       |
| 1952 |                  |                         | geen deelname     |                     |                                       |
| 1956 |                  |                         | geen deelname     |                     |                                       |
| 1960 |                  |                         | geen deelname     |                     |                                       |
| 1964 |                  |                         | 7e OS 1964 Tokio  |                     |                                       |
| 1968 |                  |                         | geen deelname     |                     |                                       |
| 1970 |                  |                         |                   |                     |                                       |
| 1971 |                  |                         |                   | geen deelname       |                                       |
| 1972 |                  |                         | geen deelname     |                     |                                       |
| 1973 |                  |                         |                   | geen deelname       |                                       |
| 1974 |                  |                         |                   |                     |                                       |
| 1975 |                  |                         |                   | geen deelname       |                                       |
| 1976 |                  |                         | geen deelname     |                     |                                       |
| 1978 | geen deelname    |                         |                   | geen deelname       |                                       |
| 1980 | geen deelname    |                         | geen deelname     |                     |                                       |
| 1981 | geen deelname    |                         |                   |                     |                                       |
| 1982 | geen deelname    | geen deelname           |                   | geen deelname       |                                       |
| 1983 | geen deelname    |                         |                   |                     |                                       |
| 1984 | geen deelname    |                         | geen deelname     |                     |                                       |
| 1985 | geen deelname    | geen deelname           |                   |                     |                                       |
| 1986 | geen deelname    |                         |                   | geen deelname       |                                       |
| 1987 | geen deelname    |                         |                   |                     |                                       |
| 1988 | geen deelname    |                         | geen deelname     |                     |                                       |
| 1989 | geen deelname    | geen deelname           |                   |                     |                                       |
| 1990 | geen deelname    |                         |                   | geen deelname       |                                       |
| 1991 | geen deelname    |                         |                   |                     |                                       |
| 1992 | geen deelname    |                         | geen deelname     |                     |                                       |
| 1993 | geen deelname    | geen deelname           |                   |                     |                                       |
| 1994 | geen deelname    |                         |                   | geen deelname       |                                       |
| 1995 | geen deelname    |                         |                   |                     |                                       |
| 1996 | geen deelname    |                         | geen deelname     |                     |                                       |
| 1997 | geen deelname    |                         |                   |                     |                                       |
| 1998 | geen deelname    |                         |                   | geen deelname       |                                       |
| 1999 | geen deelname    | 8e AK 1999 Kuala Lumpur |                   |                     |                                       |
| 2000 | geen deelname    |                         | geen deelname     |                     |                                       |
| 2001 | geen deelname    |                         |                   |                     |                                       |
| 2002 | geen deelname    |                         |                   | geen deelname       |                                       |
| 2003 | geen deelname    | 7e AK 2003 Kuala Lumpur |                   |                     |                                       |
| 2004 | geen deelname    |                         | geen deelname     |                     |                                       |
| 2005 | geen deelname    |                         |                   |                     |                                       |
| 2006 | geen deelname    |                         |                   | geen deelname       |                                       |
| 2007 | geen deelname    | geen deelname           |                   |                     |                                       |
| 2008 | geen deelname    |                         | geen deelname     |                     |                                       |
| 2009 | geen deelname    | geen deelname           |                   |                     |                                       |
| 2010 | geen deelname    |                         |                   | geen deelname       |                                       |
| 2011 | geen deelname    |                         |                   |                     |                                       |
| 2012 | geen deelname    |                         | geen deelname     |                     |                                       |
| 2013 |                  | geen deelname           |                   |                     | eerste ronde HWL 2012-13              |
| 2014 | geen deelname    |                         |                   | geen deelname       |                                       |
| 2015 |                  |                         |                   |                     | eerste ronde HWL 2014-15              |
| 2016 | geen deelname    |                         | geen deelname     |                     |                                       |
| 2017 |                  | geen deelname           |                   |                     | eerste ronde HWL 2016-17              |
| 2018 | geen deelname    |                         |                   | geen deelname       |                                       |
| 2019 |                  |                         |                   |                     | geen deelname                         |
| 2021 |                  |                         | geen deelname     |                     | geen deelname                         |
| 2022 |                  | geen deelname           |                   |                     | geen deelname                         |
| 2023 |                  |                         |                   | geen deelname       | geen deelname                         |
| 2024 |                  |                         | geen deelname     |                     | geen deelname                         |